# 児玉元保
児玉 元保（こだま もとやす）は、戦国時代の武将。毛利氏の家臣。父は児玉弘家。兄に児玉元実。弟に児玉元為、児玉就近、児玉就秋がいる。

## 生涯
安芸国高田郡吉田を本拠とする国人・毛利氏の家臣である児玉弘家の次男として生まれる。
永正13年（1516年）2月の宍戸元源との合戦では河中において太刀討ちで武功を挙げ、毛利興元から感状を与えられる。
永正14年（1517年）10月、毛利元就に従って武田元繁と戦った有田中井手の戦いでは槍を持って戦い、槍傷を負いながらも武功を挙げ、毛利幸松丸から感状を与えられた。
天文9年（1540年）6月の安芸国賀茂郡造賀における平賀興貞との合戦では、一の太刀で敵兵1人を討ち取る武功を挙げ、毛利元就から感状を与えられた。
天文11年（1542年）2月10日、雲州衆取手についての費用調達を達成したことで安芸国高田郡相合預りの田1町を給地として与えられ、同年7月9日には陶隆房への謝礼の費用調達を達成したことで常末半名1町5段を給地として与えられた。
天文13年（1544年）8月7日、出雲国富田において戦死。子の元茂が後を継いだ。